# Gebiete zwischen Sigmaringen und Meßkirch
Das Gebiet Gebiete zwischen Sigmaringen und Meßkirch war ein durch das Regierungspräsidium Tübingen nach der Richtlinie 92/43/EWG (Fauna-Flora-Habitat-Richtlinie) ausgewiesenes Schutzgebiet (Schutzgebietskennung DE-7920-341) im Südosten des deutschen Landes Baden-Württemberg. Es ist 2015 durch Zusammenlegung im FFH-Gebiet Riede und Gewässer bei Mengen und Pfullendorf aufgegangen.

## Lage
Das 28,9 Hektar (ha) große Schutzgebiet Gebiete zwischen Sigmaringen und Meßkirch gehörte naturräumlich zu den Donau-Ablach-Platten. Seine vier Teilgebiete lagen zwischen Meßkirch (13.2236 ha = 45,6 Prozent) im Südwesten und Sigmaringen (15.724 ha = 54,4 Prozent) im Nordosten.

## Schutzzweck
Wesentlicher Schutzzweck war zum einen die Erhaltung der Ortslage des Dorfes Menningen, dann des benachbarten sogenannten Felsentäles mit drei Höhlen, nur zeitweise wasserführendem Gewässer, beschatteten, moosreichen Felsen – anstehender Weißjura am südlichsten Rand der Schwäbischen Alb, letzter Jura-Ausläufer inmitten von rißeiszeitlichen Ablagerungen – sowie den drei innerhalb des Sigmaringer Forsts gelegenen Weihern Gögginger, Ablacher und Wusthauer Weiher mit traditioneller Weiherbewirtschaftung.

## Lebensräume
Die Vielfalt von trockenen und feuchten Lebensraumtypen im Schutzgebiet wird unter anderem mit „natürlichen, nährstoffreichen Seen“, „feuchten Hochstaudenfluren“, „Höhlen“, „Auenwäldern mit Erlen, Eschen, Weiden“, „Waldmeister-Buchenwäldern“ sowie „Schlucht- und Hangmischwäldern“ beschrieben.

### Lebensraumklassen
|                                                                 |                                                                 |  |      |      |
| Laubwald                                                        | Laubwald                                                        |  | 15 % | 15 % |
| Mischwald                                                       | Mischwald                                                       |  | 30 % | 30 % |
| Nadelwald                                                       | Nadelwald                                                       |  | 25 % | 25 % |
| Feuchtes und mesophiles Grünland                                | Feuchtes und mesophiles Grünland                                |  | 6 %  | 6 %  |
| Binnengewässer, fließend und stehend                            | Binnengewässer, fließend und stehend                            |  | 10 % | 10 % |
| Moore, Sümpfe, Uferbewuchs                                      | Moore, Sümpfe, Uferbewuchs                                      |  | 6 %  | 6 %  |
| Binnenlandfelsen, Geröll- und Schutthalden, Sandflächen         | Binnenlandfelsen, Geröll- und Schutthalden, Sandflächen         |  | 1 %  | 1 %  |
| Anderes Ackerland                                               | Anderes Ackerland                                               |  | 1 %  | 1 %  |
| Sonstiges (Städte, Straßen, Deponien, Gruben, Industriegebiete) | Sonstiges (Städte, Straßen, Deponien, Gruben, Industriegebiete) |  | 6 %  | 6 %  |
|                                                                 |                                                                 |  |      |      |

## Zusammenhang mit anderen Schutzgebieten
Das FFH-Gebiet „Gebiete zwischen Sigmaringen und Meßkirch“ war Teil des Naturparks Obere Donau.

## Schützenswerte Arten
Folgenden Tier- und Pflanzenarten (Auswahl) gilt im FFH-Gebiet der besondere Schutz:
- Gelbbauchunke (Bombina variegata)
- Kammmolch (Triturus cristatus)
- Großes Mausohr (Myotis myotis )
- Grünes Gabelzahnmoos (Dicranum viride)